# Maro
Maro es una pedanía del municipio  Nerja en la provincia de Málaga, Andalucía (España) y debe su nombre a una planta. 
Según las estimaciones oficiales del Instituto Nacional de Estadístico (INE) obtenidas con respecto al censo de 2021, la población de Maro era de 763. La localidad está situado en la costa oriental de la provincia, enclavado entre el Mediterráneo y las sierras de Tejada, Almirajara y Alhama, siendo además la localidad costera más oriental de Málaga. Colinda al norte y al este con la provincia de Granada, con la localidad de La Herradura. Maro está situado a 59 km de Málaga, la capital provincial.

## Etimología
El topónimo Maro es la evolución del latino Marum, nombre que alude a una planta de color blanco típica de la zona. Su anterior nombre era Detunda.

## Historia
Los restos arqueológicos indican presencia fenicia, aunque la ocupación más documentada corresponde a los romanos, quienes establecieron en este punto un castro-factoría conocido como Detunda en el siglo I a. C., en la vía que unía Sexi (Almuñécar) y Malaca (Málaga). Ya en los albores de la era cristiana, Detunda evolucionó a Marum, del que deriva su nombre actual. 
Durante la etapa musulmana se abandonó parcialmente la función comercial del lugar, enfocándose en la agricultura —especialmente la producción de miel de caña de azúcar— y manteniéndose una población reducida en torno al arroyo de Maro y el barranco con viviendas dispersas. La población figura en el Atlas catalán de 1375. Hasta el siglo XV Maro formaba parte de la taha de Bentomiz, mientras que en el momento de la reconquista castellana, el 4 de mayo de 1487, pertenecía a la taha de Frigiliana. Tras la huida de los moriscos en 1504, la alquería fue despoblándose; en 1582 fue adquirida por Gaspar de Gricio y luego por Felipe de Armengol, abogado de la Audiencia de Granada.
En 1585 Felipe de Armengol inició la construcción del Ingenio Azucarero de Armengol, también denominado ingenio de San Joaquín, remozando la agricultura local. Incorporó vivienda para obreros, molino, caserío, iglesia, mesón y un molino de papel. El ingenio estaba en el Pago de las Mercedes (también llamado Tetuán), a unos 2,5 km de Maro. En 1608 vendió el ingenio al capitán Julián Gilberto; luego pasó por pleitos con el convento de Santa Paula y, en el siglo XVIII, fue adquirido por José Miguel Cañaveral (marqués de Araceli) y posteriormente por la familia Pérez del Pulgar, quienes dominaban tres cuartas partes del señorio y controlaban tanto el ingenio como terrenos agrícolas adyacentes. Un gran incendio en 1870 destruyó buena parte del complejo, y hacia 1930 la familia Larios adquirió el ingenio ya sin actividad productiva. Aun así, Maro tuvo una de sus etapas más prósperas en el primer tercio del siglo XIX debido a la exportación de los frutos extra-tempranos.
En 1959, cinco jóvenes de Maro descubrieron la famosa Cueva de Nerja, convertida en monumento nacional y atracción turística de primer orden. Hasta enero de 2025, ha recibido casi 20 millones de visitantes. Durante los años 1979–80, Maro y Nerja se hicieron mundialmente conocidos gracias al rodaje de la serie española Verano Azul. 
En la actualidad, aunque continúa viviendo de la agricultura, su potencial turístico se ha visto incrementado debido al interés por los espacios naturales en donde se enmarca, siendo un enclave único en toda la costa granadina y malagueña.

## Descripción
Situada al borde del mar Mediterráneo, en el extremo oriental de la Costa del Sol, está rodeado de espacios naturales protegidos: paraje natural Acantilados de Maro-Cerro Gordo y parque natural de las Sierras de Tejeda, Almijara y Alhama.
Es en Maro donde se encuentra la Cueva de Nerja, declarada 'Bien de Interés Cultural', que forma parte del Patrimonio Histórico Español con categoría de Zona Arqueológica.
Existe dentro del municipio los restos de una antigua fábrica de azúcar, el ingenio de Maro, que empezó a construirse en 1585, funcionando hasta un incendio ocurrido en el siglo XIX.
Su conexión multimodal con Nerja es extrordinaria: accesos peatonales, carriles exclusivos para bicicletas, autobuses públicos, acceso por vehículos privados, hacen que los escasos 3 kilómetros entre Maro y Nerja, sean uno de los mejores paseos que una persona pueda dar. Este hecho se puede ver extraordinariamente mejorado por el futuro paseo peatonal costero entre ambos núcleos poblacionales.
En lo referente a festejos populares, destacan la Feria y Fiestas en honor a la Patrona Virgen de las Maravillas (que tiene lugar durante el mes de septiembre), la noche de las lumbres en honor a San Antón (mediados de enero), ambas de origen ancestral. En los últimos años, también ha adquirido notoriedad la celebración de la noche de Halloween (31 de octubre).

## Lugares de interés
- Nerja.
- Paraje natural Acantilados de Maro-Cerro Gordo.
- Parque natural de las Sierras de Tejeda, Almijara y Alhama.
- Cueva de Nerja.
- Acueducto del Águila.

## Galería
|                                  |
| Acantilados de Maro-Cerro Gordo. |

|                     |
| Sierra de Almijara. |

|                 |
| Cueva de Nerja. |

|                                           |
| Acueducto del Águila, obra del siglo XIX. |